# 申為憲
申爲憲（？—1642年），號于蕃，直隶广平府永年县人。明朝官员。

## 生平
萬曆四十三年（1615年）与從叔申灵胤同登乙卯科顺天鄉試十三名舉人，四十七年（1619年）己未科会试二百九十五名，天啓二年（1622年）壬戌科三甲一百六十三名進士。大理寺观政，初授行人，丁忧，六年除原职。崇祯三年（1630年））考选，授兵科给事中，巡青及银库，五年升河南参议，六年升陕西副使，保留颍州道，七年革职。崇祯十五年清兵破兖州城，殉节死。乾隆时赐谥节愍。

## 家族
祖申桂。嗣父申训，赠行人司行人，再赠兵科给事中；生父申诏，赠兵科给事中。